# فرهنگ فارسی تاجیکی
فرهنگ فارسی تاجیکی یکی از لغت‌نامه‌های فارسی تاجیکی است که با پیشنهاد ملاجان فاضلوف و زیر نظر محمد جان شکوری، ولادیمیر کاپرانوف، رحیم هاشم و ناصر جان معصومی تدوین و در سال ۱۹۶۹ در شوروی منتشر شد.

## نقد
جلسهٔ نقد و بررسی این کتاب با حضور حسن حبیبی، حسن انوری، علی رواقی و محمد جان شکوری در مرداد ۱۳۸۵ در شهر کتاب مرکزی برگزار شد.